# 6606 Makino
6606 Makino este un asteroid din centura principală de asteroizi.

## Descriere
6606 Makino este un asteroid din centura principală de asteroizi. A fost descoperit pe 16 octombrie 1990 la Geisei de Tsutomu Seki. El prezintă o orbită caracterizată de o semiaxă mare de 3,10 ua, o excentricitate de 0,17 și o înclinație de 5,0° în raport cu ecliptica.